# Eustacesia albonotata
Eustacesia albonotata Caporiacco, 1954 è un ragno appartenente alla famiglia Araneidae.
È l'unica specie nota del genere Eustacesia.

## Distribuzione
La specie è stata rinvenuta nella Guyana francese.

## Tassonomia
Dal 1954 non sono stati esaminati altri esemplari, né sono state descritte sottospecie al 2013.